# Bloomberg LP
Bloomberg LP és una empresa multinacional de mitjans de comunicació amb base a la ciutat de Nova York. Els seus guanys estimats el 2009 són de 6,25 "billions" de dòlars. Bloomberg L.P. va ser fundada per Michael Bloomberg amb l'ajut de Thomas Secunda, Duncan MacMillan, i Charles Zegar el 1981 i la inversió del 30% a càrrec de Merrill Lynch. Aquesta companyia proporciona eines de software financer a tot el món a través del Bloomberg Terminal. Bloomberg L.P. ha crescut per incloure nous serveis globals de notícies incloent els fets a través de la televisió, ràdio, internet i publicacions impreses.